# Thomas Schumacher (Theologe)
Thomas Schumacher (* 1966 in Singen am Hohentwiel) ist ein römisch-katholischer Theologe.

## Leben
Schumacher studierte katholische Theologie an der Albert-Ludwigs-Universität Freiburg und an der PTH Sankt Georgen. Er war Assistent und Lehrbeauftragter an den Universitäten Freiburg im Breisgau (2001–2008), Münster (2007–2010), Augsburg (2010–2014), Landau in der Pfalz (2008–2010) und Freiburg im Üechtland (2014). Nach der Promotion in Freiburg im Breisgau ausgezeichnet mit dem Armin-Schmitt-Preis für biblische Textforschung und dem Alumnipreis der Katholisch-Theologischen Fakultät der Universität Freiburg im Breisgau lehrt er seit 2015 als Professor in Freiburg im Üechtland und ist Präsident des Departements für Biblische Studien und Direktor des Freiburger Bibel-und-Orient-Museum.
Seine Arbeits- und Forschungsschwerpunkte sind paulinisches Schrifttum und Spezifika der paulinischen Sprache, Lukasevangelium und Apostelgeschichte, philologische und sprachwissenschaftliche Fragestellungen, bes. historische Semantik, Neubewertung eschatologischer Passagen im Neuen Testament und Israeltheologie im Neuen Testament.

## Veröffentlichungen (in Auswahl)
- Zur Entstehung christlicher Sprache. Eine Untersuchung der paulinischen Idiomatik und der Verwendung des Begriffes pistis. V & R Unipress, Göttingen 2012, ISBN 978-3-89971-944-4 (zugleich Dissertation Universität Freiburg/Breisgau).
- Verbunden über den Tod hinaus : was wir aus christlicher Sicht sagen können. Pneuma Verlag, München 2023, ISBN 978-3-942013-60-4.